# 中创新航
中创新航，（港交所：03931，曾用名中航锂电），业务范围涵盖飛機與車用锂离子动力电池、电池管理系统、储能电池及相关产品和解决方案。公司总部位于河南洛阳，分公司位于广东江门。2022年，公司锂电池产能达20GWh并计划在香港上市。

## 发展历史
2007年，钟馨稼联合中国航空工业集团旗下的中国空空导弹研究院成立天空能源（洛阳）有限公司。
2009年，公司重组并更名为中航锂电（洛阳）有限公司。
2010年，成都飞机工业集团旗下的四川成飞集成科技股份有限公司通过10亿定向增发控股中航锂电。
2018年，刘静瑜出任董事长，并将公司总部从洛阳搬到江苏。
2020年，中创新航成为广汽新能源车的第一供应商。
2021年，中创新航在战略发布会上宣布，公司到2025年的产能规划将超过500 GWh，在2030年实现1 TWh的产能。
2022年1月26日，江门市政府与中创新航正式签订项目投资合作协议。將在江门市新会区建立起粵港澳大灣區首個生產基地。同年2月23日，中创新航科技（江门）有限公司成立。
2022年9月，中創新航在香港進行公開招股，每股作價最多51港元，集資最多136.91億港元。
2023年4月23日，中创新航广东江门基地一期首条生产线投产。